# Abramivka, Mașivka
Abramivka (în ucraineană Абрамівка) este localitatea de reședință a comunei Abramivka din raionul Mașivka, regiunea Poltava, Ucraina.

## Demografie
Componența lingvistică a localității Abramivka
     Ucraineană (96,28%)
     Rusă (1,86%)
     Alte limbi (0,23%)
Conform recensământului din 2001, majoritatea populației localității Abramivka era vorbitoare de ucraineană (96,28%), existând în minoritate și vorbitori de rusă (1,86%).